# Xylodiplosis kizilkumensis
Xylodiplosis kizilkumensis är en tvåvingeart som beskrevs av Boris Mamaev 1998. Xylodiplosis kizilkumensis ingår i släktet Xylodiplosis och familjen gallmyggor.
Artens utbredningsområde är Uzbekistan. Inga underarter finns listade i Catalogue of Life.